# Oligoryzomys longicaudatus
Oligoryzomys longicaudatus là một loài động vật có vú trong họ Cricetidae, bộ Gặm nhấm. Loài này được Bennett mô tả năm 1832.

## Hình ảnh

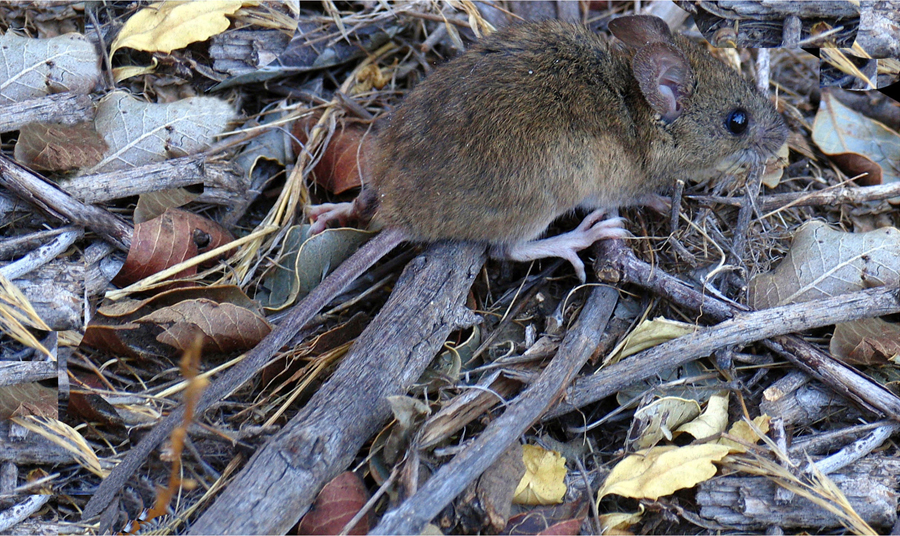